# Ахікян Вартнес Галустович
Ахікян Вартнес Галустович (вірм. Վրթանես Գալուստի Ախիկյան; 26 жовтня 1873, Ван, Туреччина — 21 лютого 1936, Єреван, Вірменська РСР, СРСР, СРСР) — вірменський художник, заслужений діяч мистецтв Вірменської РСР (1935).

## Біографія
У 1890 році вступив до Коледжу образотворчих мистецтв у Константинополі. У 1894—1912 роках відвідав студії Павла Ковалевського та Іллі Рєпіна. У 1899—1912 роках навчався у Вищому коледжі Петербурзької академії образотворчих мистецтв.
Вперше він був виставлений у Лондоні на виставці Товариства російських художників (1911). У 1912—1915 і з 1915 по 1918 рік викладав у Центральній школі Вана, у Гаянянській школі в Тбілісі (Грузія), а з 1921 по 1929 р. — в Єреванському державному університеті. Він майстер невеликих пейзажів та натюрмортів. Працював у періодичних виданнях «Хаскера», «Мачкаля» та «Вірменія», що виходили в Тбілісі (Грузія) та Єревані.
Його роботи зберігаються в Національній галереї Вірменії.

## Твори
- «Персики» (1925)
- «Арарат» (1925)
- «Народне будівництво» (1928 р., Національна галерея Вірменії)
- «Різаки базальту Арзні» (1933)
- «Вид на Геґарда» (1927)
- «Річка Гетар біля села Аван» (1928)
- «Село Аван. Арагати» (1928)
- «Дідусь і онук» (1929)
- «Бджолиний вулик» (1929)
- «Дробильна фабрика» (1930)
- «Квіти з Арзні» (1935)

| Художник | Це незавершена стаття про художника. Ви можете допомогти проєкту, виправивши або дописавши її. |

1. 1 2 3 4 5 6 7 8 9 10 11 12  Հայկական սովետական հանրագիտարան / за ред. Վ. Համբարձումյան, Կ. Խուդավերդյան — Հայկական հանրագիտարան հրատարակչություն, 2000.
2. 1 2 3 4  Հայկական համառոտ հանրագիտարան — Հայկական հանրագիտարան հրատարակչություն, 1990. — Т. 1.